# Eisenbahnunfall von Rajić
Beim Eisenbahnunfall von Rajić fuhr am 9. September 2022 in Kroatien beim Bahnhof Rajić ein Personenzug der kroatischen Eisenbahnen Hrvatske željeznice auf einen Güterzug auf. Drei Menschen starben.

## Ausgangslage

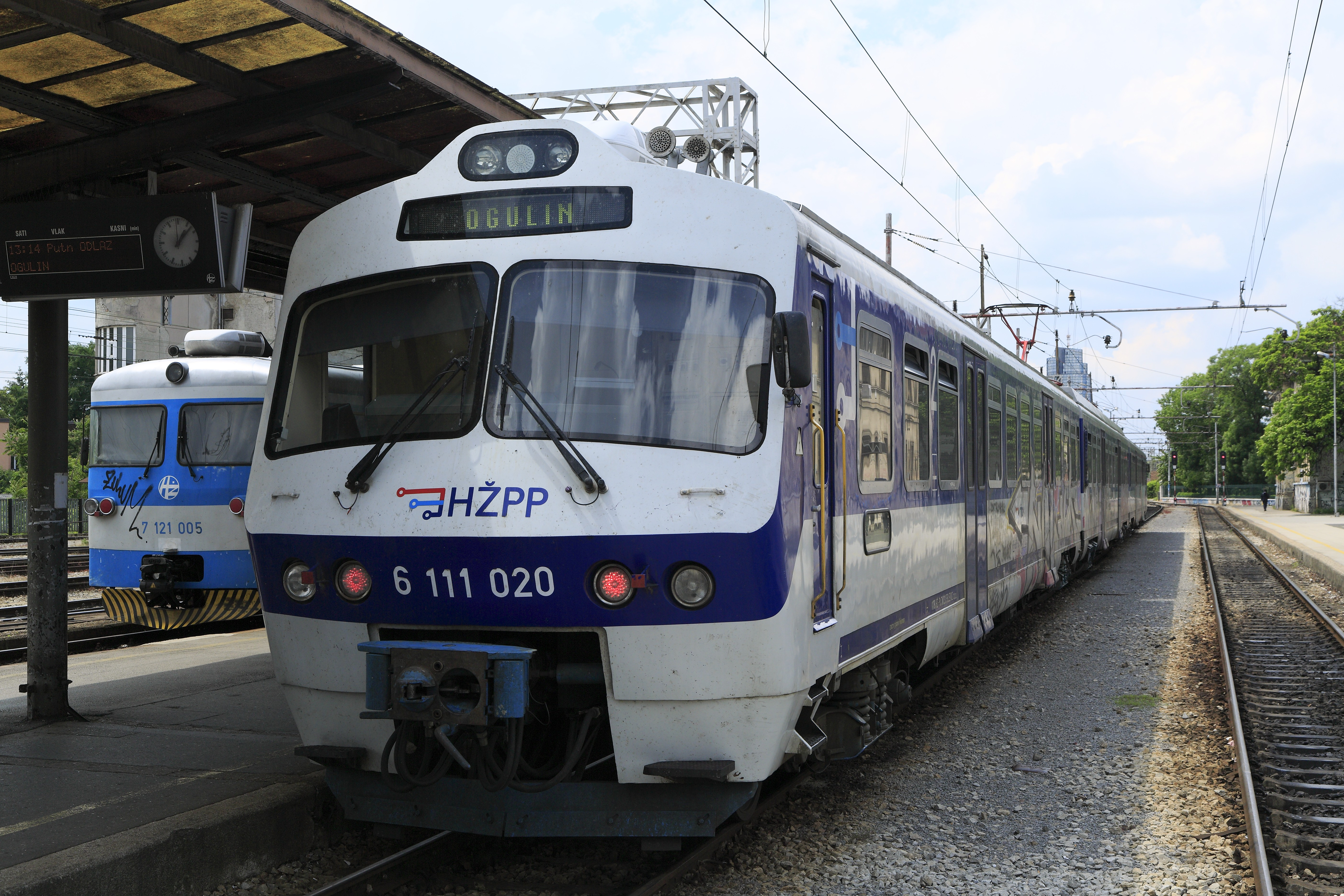
Triebzug der 6111, gleiche Baureihe wie der verunfallte Zug

Die beiden Züge waren auf der Bahnstrecke Zagreb–Vinkovci unterwegs. Sie ist hier zweigleisig und elektrifiziert. Die zulässige Höchstgeschwindigkeit beträgt 160 km/h, die Zugsicherung ist Indusi. Die Ausfahrsignale des Bahnhofs Okučani in Richtung Novska befanden sich außer Betrieb, so dass Züge hier nur mit schriftlichem Befehl fahren konnten.
Der Personenzug 2506 kam von Vinkovci und hatte als Ziel Novska. Er wurde mit dem dreiteiligen Elektrotriebwagen 6111 021 gefahren. Der Triebfahrzeugführer erhielt den schriftlichen Befehl, das „Halt“ zeigende Signal an der Bahnhofsausfahrt von Okučani zu passieren.
Der Güterzug 41200 war in gleicher Richtung vor dem Personenzug unterwegs, hatte Container geladen und kam wegen eines technischen Problems auf freier Strecke zum Stehen. Er wurde nach hinten durch ein „Halt“ zeigendes Signal gesichert.

## Unfallhergang
Nach ersten Ermittlungen ging der Triebfahrzeugführer des Personenzugs – der den Unfall nicht überlebte – wohl davon aus, dass auch alle Signale hinter dem Bahnhof Okučani gestört seien und der schriftliche Befehl beinhalte, auch diese zu überfahren, wenn sie „Halt“ zeigten. Der Zug war mit 120 km/h unterwegs, als er mit dem Ende des Güterzugs kollidierte. Die beiden ersten Fahrzeuge des Triebwagens kletterten auf, zerstörten zwei aufliegende Container und kippten dann auf das Gleis der Gegenrichtung.

## Folgen
Triebfahrzeugführer und Zugbegleiter des Personenzugs sowie ein Fahrgast starben.
Die beiden vorderen Fahrzeuge des Triebwagens waren so beschädigt, dass sie noch an der Unfallstelle verschrottet wurden, das letztlaufende Fahrzeug wurde geborgen. Am 13. September 2022 war die Unfallstelle geräumt und der Verkehr wurde wieder aufgenommen.